# Ambre Allinckx
Ambre Allinckx (* 26. März 2002 in Luzern) ist eine Schweizer Squashspielerin.

## Karriere
Ambre Allinckx spielte 2018 erstmals auf der PSA World Tour und gewann auf dieser bislang vier Titel. Diesen sicherte sie sich im November 2020 bei den Liechtenstein Open in Vaduz. Ihre höchste Platzierung in der Weltrangliste erreichte sie mit Rang 68 im Januar 2021. Mit der Schweizer Nationalmannschaft nahm sie 2019 an der Europameisterschaft teil. Ein Jahr darauf wurde sie Schweizer Landesmeisterin. 2022 gehörte sie erstmals auch zum Schweizer Aufgebot bei einer Weltmeisterschaft.
Sie besitzt auch die französische Staatsbürgerschaft und tritt daher auch bei den französischen Landesmeisterschaften an. Ihr älterer Bruder Roman Allinckx war ebenfalls Squashspieler.

## Erfolge
- Gewonnene PSA-Titel: 4
- Schweizer Meisterin: 2020